# 富察晉妃 (清高宗)
晉妃（？—1822年），富察氏，滿洲鑲黃旗人，乾隆帝之妃。

## 生平
嘉慶元年，內務府所呈報的乾隆六十年和嘉慶元年宮分檔案中，乾隆帝位下的後宮主位只有穎妃、惇妃、婉妃、循妃、恭嬪、芳嬪、鄂貴人和白貴人，並沒有晉貴人和壽貴人之名，而且有檔案記載嘉慶二年十二月二十八日，據敬事房傳：「新進貴人二位，應進宮分」。因此，有學者推測晉貴人和壽貴人可能是在嘉慶二年的外八旗選秀中，被選為太上皇乾隆帝的貴人。目前僅知嘉慶三年二月初一日，壽貴人在生辰時被賞果桌，代表當時晉貴人和壽貴人已經入宮。
嘉庆四年正月二十三日，包括晉貴人在內的乾清宫主位因乾隆帝驾崩而搬离西六宫。
道光帝即位后，道光帝上諭“皇祖高宗純皇帝嬪御存者惟晉貴人一人，宜崇位號，以申敬禮。謹尊封為晉妃。”富察氏因而被尊封為皇祖晉妃。晋太皇太妃与嘉庆帝的遺妃同居壽康宮區域，富察氏居壽二所。
道光二年十二月初八日巳時，晉太皇太妃富察氏薨逝。道光三年四月二十六日，富察氏葬入清東陵的裕陵妃園寢，為乾隆帝所有妃嬪中最後一位入葬裕陵妃園寢者。晉妃的寶頂為第五排，由西邊向東邊數起的第一個。

## 家族
- 曾祖父馬齊，清高宗純皇帝之孝賢皇后伯父。
- 祖父傅光，直隶喜峰口驛传道。[5]
- 父亲德克精額，系鑲黃旗滿洲永安佐領下人，乾隆十五年（1750年）庚午科順天乡试舉人，乾隆十七年（1752年）壬申科三甲第一百四十四名進士，榜名为德克競額，[6]后任盛京、直隶等地知县、知州，嘉庆初年补主事。
- 兄弟敬保、成保、惠保、平保、瑞保、连保，均无嗣。